# Синёво (платформа)
Синёво (фин. Näpinlahti) — остановочная платформа Приозерского направления Октябрьской железной дороги на 129,5 км перегона Мюллюпельто — Приозерск. Расположена в 10 километрах к югу от города Приозерск, в одноимённом посёлке.
Платформа находится вблизи берега озера Вуокса. Особых отличий не имеет.
Электрифицирована в 1975 году в составе участка Сосново — Приозерск.
На платформе останавливаются все проходящие через неё пригородные электропоезда, кроме скорых электропоездов Санкт-Петербург — Кузнечное.